# 高山智行
高山 智行（たかやま ともゆき、1978年5月3日 - ）は、大阪府泉南市出身の在日韓国人の元プロ野球選手（内野手）。本名は高 智行（고지행,コ・ジヘン）。

## 経歴
和歌山県立箕島高等学校を経て、1997年にアメリカ独立リーグのウェスタン・ベースボール・リーグに加盟していたグレイハーバー・ガルズに入団し1年間プレー。
1998年、秋季キャンプで日本プロ野球（日本野球機構）の阪神タイガースのテストを受け合格（ただし、同年のドラフト会議には指名されず）。
1999年のドラフト8位で阪神タイガースに入団。一軍出場はなく、2001年に退団。
2002年の12球団合同トライアウトやアメリカ球界での入団テストを受けるも、合格せず。
2003年、韓国プロ野球（韓国野球委員会）のハンファ・イーグルスに入団後、三星ライオンズにトレードされ、移籍。2003年シーズン後半は二塁のレギュラーとして活躍した。
2005年、ハンファ・イーグルスに復帰したが出番は少なく、二軍では好成績を残したものの、同年限りで退団。
2007年、関西爽球会（兵庫県小野市の社会人野球クラブチーム）に所属し、都市対抗野球大会の予選に出場。
2019年より同年から活動を開始したJPアセット証券のヘッドコーチに就任し、2022年まで務めた。
その後合同会社ジャガットを設立、室内練習場事業及び野球指導を行っている。

## 詳細情報

### 年度別打撃成績
- NPB一軍公式戦出場なし

| 年 度     | 球 団     | 試 合 | 打 席 | 打 数 | 得 点 | 安 打 | 二 塁 打 | 三 塁 打 | 本 塁 打 | 塁 打 | 打 点 | 盗 塁 | 盗 塁 死 | 犠 打 | 犠 飛 | 四 球 | 敬 遠 | 死 球 | 三 振 | 併 殺 打 | 打 率 | 出 塁 率 | 長 打 率 | O P S |
| --------- | --------- | ----- | ----- | ----- | ----- | ----- | -------- | -------- | -------- | ----- | ----- | ----- | -------- | ----- | ----- | ----- | ----- | ----- | ----- | -------- | ----- | -------- | -------- | ----- |
| 2003      | ハンファ  | 4     | 13    | 11    | 0     | 1     | 0        | 0        | 0        | 1     | 0     | 0     | 0        | 1     | 0     | 1     | 0     | 0     | 5     | 1        | .091  | .167     | .091     | .258  |
| 2003      | 三星      | 88    | 276   | 242   | 38    | 70    | 9        | 0        | 4        | 91    | 27    | 9     | 5        | 2     | 8     | 19    | 0     | 5     | 56    | 7        | .289  | .343     | .376     | .719  |
| '03計     | 三星      | 92    | 289   | 253   | 38    | 71    | 9        | 0        | 4        | 92    | 27    | 9     | 5        | 3     | 8     | 20    | 0     | 5     | 61    | 8        | .281  | .336     | .364     | .699  |
| 2004      | 三星      | 2     | 2     | 2     | 0     | 0     | 0        | 0        | 0        | 0     | 0     | 0     | 0        | 0     | 0     | 0     | 0     | 0     | 0     | 0        | .000  | .000     | .000     | .000  |
| 2005      | ハンファ  | 25    | 69    | 65    | 5     | 15    | 0        | 0        | 2        | 21    | 8     | 0     | 0        | 2     | 0     | 1     | 0     | 1     | 18    | 1        | .231  | .254     | .323     | .577  |
| 通算：3年 | 通算：3年 | 119   | 360   | 320   | 43    | 86    | 9        | 0        | 6        | 113   | 35    | 9     | 5        | 5     | 8     | 21    | 0     | 6     | 79    | 9        | .269  | .318     | .353     | .671  |

### 背番号
- 68 （2000年 - 2001年）
- 6 （2003年 - 2004年）
- 1 （2005年）

### 登録名
- 高山 智行 （たかやま ともゆき、2000年 - 2001年）
- 高 智行 （コ・ジヘン、2003年 - 2005年）